# تسوتومو کویاما
تسوتومو کویاما (انگلیسی: Tsutomu Koyama؛ ۲۶ ژوئیهٔ ۱۹۳۶ – ۲ ژوئیهٔ ۲۰۱۲) یک بازیکن والیبال اهل ژاپن بود.